# Vourvoura
Vourvoura (řecky Βούρβουρα) je řecká vesnice v Arkádii. Nachází se v nadmořské výšce 1000 m n. m. v pohoří Parnon. 4 km západně od obce prochází evropská dálková pěší trasa E4. Ve vsi se narodil mj. Sam Panopoulos, vynálezce světoznámé pizzy havaj.